# Egersund kirke
Egersund kirke ligger vid torget i samhället Egersund i Eigersunds kommun i Rogaland fylke i Norge.

## Kyrkobyggnaden
En kyrka på platsen har funnits sedan medeltiden. Nuvarande träkyrka började uppföras omkring år 1623. Från början var den en långkyrka med kor i öster. Under 1780-talet byggdes korsarmar till åt norr och söder, en takryttare sattes upp över västra ingången och en sakristia uppfördes söder om koret.

## Inventarier
- Altartavlan är målad 1607 av Peter Reimers. Tavlans mittmotiv är korsfästelsen som flankeras av illustrationer föreställande tron och hoppet. Toppmotivet är Jesu dop i Jordan.
- Dopfunten har årtalet 1583 inskuret även om det är osäkert om dopfunten är så gammal.